# Sphecodes kershawi
Sphecodes kershawi là một loài Hymenoptera trong họ Halictidae. Loài này được Perkins mô tả khoa học năm 1921.